# Schlumbergera
Chi Lan càng cua (danh pháp khoa học: Schlumbergera) hay chi Tiên nhân chỉ, là một chi thực vật có hoa trong Họ Xương rồng (Cactaceae), được Charles Antoine Lemaire mô tả khoa học đầu tiên năm 1858. Chi này được tìm thấy ở các vùng núi miền duyên hải Đông Nam Brasil, mọc bám trên thân cây khác hoặc trên đá trong môi trường có độ ẩm cao, khác hẳn với những chi khác trong Họ Xương rồng, thích nghi ở điều kiện sa mạc khô hạn. Ở khu vực Nam Bán Cầu, người ta thường gọi chi này là xương rồng giáng sinh, xương rồng tạ ơn, xương rồng cua và xương rồng ngày lễ. Ở Brasil, người ta còn gọi chi này là Flor de Maio (Hoa tháng năm), vì thời gian ra hoa của chúng ở khu vực Nam Bán Cầu rơi vào tháng 5 trong năm. Lan càng cua (Schlumbergera truncata) là loài đại diện trong chi, được sử dụng làm cây trang trí và gần đây được du nhập vào Việt Nam.

## Các loài
Theo Thực vật chí Thế giới Trực tuyến (WFO), tính đến nay có 11 loài và 2 phân loài trong chi Lan càng cua đã được công nhận:
- Schlumbergera × buckleyi (T.Moore) Tjaden
- Schlumbergera × eprica Süpplie
- Schlumbergera × exotica Barthlott & Rauh
- Schlumbergera kautskyi (Horobin & McMillan) N.P.Taylor
- Schlumbergera lutea Calvente & Zappi
- Schlumbergera microsphaerica (K.Schum.) P.V.Heath
- Schlumbergera opuntioides (Loefgr. & Dusén) D.R.Hunt
- Schlumbergera orssichiana Barthlott & McMillan
- Schlumbergera × reginae McMillan & Orssich
- Schlumbergera russelliana (Hook.) Britton & Rose
- Schlumbergera truncata (Haw.) Moran - Lan càng cua